# Bagua Grande
Bagua Grande ist die Hauptstadt der Provinz Utcubamba in der Region Amazonas im Norden von Peru. Die Stadt liegt im gleichnamigen Distrikt. Sie hatte beim Zensus 2017 32.519 Einwohner, 10 Jahre zuvor lag die Einwohnerzahl bei 25.930. Damit ist Bagua Grande die bevölkerungsreichste Stadt der Region Amazonas.
Bagua Grande liegt auf einer Höhe von 440 m am linken Flussufer des Río Utcubamba, 45 km oberhalb dessen Mündung in den Río Marañón. Die Stadt befindet sich in einer Beckenlandschaft gesäumt von den Höhenkämmen der peruanischen Zentralkordillere. 17 km nordwestlich von Bagua Grande liegt die Stadt Bagua.